# Central de Autobuses Uruapan

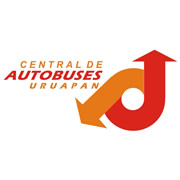
Logotipo de la Central de Autobuses Uruapan

La Central de Autobuses Uruapan es la principal Terminal de autobuses de la ciudad y una de las más importantes de Michoacán. Se comenzó a construir en 1976 por permisionarios de transporte público, encabezados por un entusiasta grupo de Autobuses Galeana, autoridades federales, estatales y municipales; el proyecto y desarrollo estuvo a cargo de los Ingenieros Alberto Villafuerte Huerta y José Luis Sarabia Compean; siendo inaugurada el 26 de mayo de 1979 por el presidente José López Portillo. Actualmente cuenta con una superficie de 45,000 metros cuadrados, donde se albergan 39 andenes 10 taquillas y servicios como estacionamiento público, restaurantes y cafeterías, sanitarios y cajero automático.

## Destinos

### Servicios de primera clase
| Líneas de Autobuses                                                | Destinos |
| ------------------------------------------------------------------ | --- |
| Grupo Estrella Blanca (Transportes Chihuahuenses, Pacífico, Elite) | Altar, Ciudad Camargo, Ciudad Delicias, Ciudad Juárez, Ciudad Obregón, Chihuahua, Culiacán, Fresnillo, Gómez Palacio, Guadalajara, Guamúchil, Guasave, Hermosillo, Irapuato, La Piedad, Los Mochis, Mazatlán, Mexicali, Morelia, Navojoa, Nuevo Laredo, San Luis Río Colorado, Sonoyta, Tijuana, Torreón, Zacatecas y Zamora.                            |
| Omnibus de México                                                  | Aguascalientes, Agua Prieta, Cananea, Casas Grandes, Ciudad Camargo, Ciudad Delicias, Ciudad Juárez, Ciudad Victoria, Chihuahua, Durango, Fresnillo, Gómez Palacio, Ímuris, Janos, Jiménez, Juan Aldama, Matamoros, Monterrey, Nogales, Nuevo Laredo, Querétaro, Reynosa, Ricardo Flores Magón, Río Grande, Saltillo, San Fernando, Torreón y Zacatecas. |
| Primera Plus                                                       | Aeropuerto Internacional de Guadalajara, Aguascalientes, Apatzingán, Celaya, Guadalajara, Irapuato, León, México Norte, Morelia, Moroleón, Paracho, Pátzcuaro, Querétaro, San Luis Potosí, Uriangato y Zamora. |
| TAP                                                                | Ciudad Obregón, Hermosillo, Los Mochis, Mexicali, San Luis Río Colorado y Tijuana. |
| ETN / Turistar                                                     | Apatzingán, Cuatro Caminos, Matamoros, México Norte, México Observatorio, Monterrey, Morelia, Nuevo Laredo, Querétaro y Reynosa. |
| Parhíkuni                                                          | Apatzingán, Arteaga, Buenavista Tomatlán, Coalcomán, Cuatro Caminos, Ixtapa, Lázaro Cárdenas, Morelia, Tepalcatepec y Zihuatanejo. |
| Autovías / La Línea                                                | Aeropuerto Internacional de Guadalajara, Apatzingán, Cherán, Colima, Cuatro Caminos, Guadalajara, Ixtapa, Lázaro Cárdenas, Manzanillo, México Norte, México Poniente, Morelia, Nahuatzen, Paracho, Purépero, Tecomán, Toluca, Zamora y Zihuatanejo. |

### Servicios ordinario y alimentario
| Líneas de Autobuses                            | Destinos |
| ---------------------------------------------- | --- |
| Autobuses Galeana (Purhepechas / Ruta Paraíso) | Aguililla, Apatzingán, Aquila, Arteaga, Buenavista Tomatlán, Capácuaro, Carácuaro, Cherán, Chilchota, Coalcomán, Colima, Huetamo, Huiramba, Infiernillo, Lagunillas, Lázaro Cárdenas, Lombardía, Los Reyes, Morelia, Nocupétaro, Nueva Italia, Paracho, Pátzcuaro, Peribán, San Juan Nuevo, Tacámbaro, Tangancícuaro, Tecomán, Tepalcatepec, Tingambato, Tiripetío, Tumbiscatío, Villa Madero y Zamora. |
| Erandi / Rumbos Tarascos                       | Angahuán, Charapan, Los Reyes, Peribán, San Juan Nuevo, San Lorenzo, Tancítaro, Taretan, Tumbiscatío, Zacán, Zicuicho y Zirosto. |
| Autobuses Tancítaro                            | San Juan Nuevo y Tancítaro. |